# Q'orianka Kilcher
Q'orianka Waira Qoiana Kilcher (Schweigmatt, 11 de fevereiro de 1990) é uma atriz e cantora alemã, talvez mais conhecida por seu papel de Pocahontas no filme The New World, de 2005.

## Biografia

### Infância
Kilcher nasceu Schweigmatt, Alemanha; sua língua materna é o inglês, apesar de também falar um pouco de alemão e de algonquiano (que ela aprendeu para seu papel em The New World). Seu pai é um artista peruano de ascendência Quechua/Huachipaeri. Sua mãe, Saskia Kilcher, uma ativista dos direitos humanos de ascendência suíça, nasceu no Alasca e foi criada na Suíça. O avô de Kilcher era Ray 'Pirata' Genet, um famoso escalador. Ela é prima da cantora Jewel Kilcher.
Quando tinha dois anos, seus pais se mudaram para Honolulu, Havaí, onde seu irmão, Kainoa, nasceu. Seu pai, com quem não tem contato atualmente, era muito ausente, e seus pais brigavam freqüentemente. Kilcher inspirou-se pelas danças havaianas e praticou danças africanas e havaianas, participando de mais de 250 concursos até os nove anos, ganhando dinheiro para sustentar a família. Logo depois, mudou-se com a família para a Califórnia.

### Carreira
Em 2002, ela apareceu em Star Search cantando "Adagio", mas ficou em segundo lugar pelo comentário de um dos jurados, Naomi Judd, que disse que ela precisava ter aulas de canto. Apesar de ter pouco treinamento dramático, foi escolhida para fazer o papel principal de Pocahontas no filme de 2005 indicado ao Academy Award O Novo Mundo. O filme foi lançado em Dezembro de 2005 e teve críticas variadas. Foi bem sucedido apesar de ter sido exibido em apenas 811 cinemas pelo mundo e tido uma bilheteria relativamente baixa.
As cenas de amor do filme entre o personagem de Colin Farrell (que fazia o papel de John Smith) e de Q'orianka (que, na época, tinha apenas 14 anos) causaram polêmica, o que fez com que algumas cenas fossem excluídas para evitar acusações de pornografia infantil.
Kilcher tem alguns projetos, incluindo caridade, uma linha de roupas e um CD com músicas inspiradas pelo filme.
No verão de 2006, Q'orianka começou a filmar o filme independente "The Power of Few", no qual também atua como produtora pela sua própria empresa, a Entertainment On-Q.
Ela aparece no clipe de Mat Kearney do single "Breathe in, breathe out".

### Ativismo
Além de atuar, Kilcher também se envolve com instituições de caridade e ativismo.
No passado, fez campanha para a Anistia Internacional sobre os direitos das mulheres e de povos indígenas, especificamente a Convenção Sobre a Eliminação de Todas as Formas de Discriminação Contra Mulheres e contaminação por petróleo da bacia do Rio Amazonas.
Kilcher é também a estrela adolescente porta-voz da Thurday's Child, uma instituição internacional de caridade para crianças que correm perigo, onde se interessa por tópicos como anorexia, bulimia, suicídio na adolescência, fugas da escola ou de casa, gravidez precoce e crianças desaparecidas e exploradas.

## Filmografia
| Filmes | Filmes                         | Filmes              | Filmes               |
| Ano    | Título original                | Título em português | Papel                |
| ------ | ------------------------------ | ------------------- | -------------------- |
| 2000   | How the Grinch Stole Christmas | br: O Grinch        | Menininha do coral   |
| 2005   | The New World                  | br: O Novo Mundo    | Pocahontas / Rebecca |
| 2009   | Princess Kaiulani              |                     | Princesa Kaiulani    |
| 2010   | Hohokam                        |                     | Kokoho               |
| 2011   | Neverland                      |                     | Aaya                 |
| 2012   | Firelight                      | br: Luz de Fogo     | Coroline             |
| 2017   | The Vault                      | br: O Cofre         | Susan Cromwell       |
| Séries |                                |                     |                      |
| Ano    | Título                         | Papel               | Notas                |
| 2002   | Madison Heights                | Maria Betancourt    | 1 episódio           |
| 2010   | Sons of Anarchy                | Kerriane Larkin     |                      |
| 2018   | The Alienist                   | Mary                |                      |

## Prêmios e indicações
| Prêmios | Prêmios   | Prêmios                | Prêmios                      | Prêmios      |
| Ano     | Resultado | Premiação              | Categoria                    | Título       |
| ------- | --------- | ---------------------- | ---------------------------- | ------------ |
| 2005    | Indicada  | WAFCA Awards           | Melhor Performance Estreante | O Novo Mundo |
| 2005    | Venceu    | NBR Awards             | Melhor Performance Estreante | O Novo Mundo |
| 2006    | Indicada  | Young Artist Awards    | Melhor Jovem Atriz           | O Novo Mundo |
| 2006    | Indicada  | OFCS Awards            | Melhor Performance Estreante | O Novo Mundo |
| 2006    | Indicada  | CFCA Awards            | Performance Mais Promissora  | O Novo Mundo |
| 2006    | Indicada  | Critics Choice Awards  | Melhor Jovem Atriz           | O Novo Mundo |
| 2006    | Indicada  | ALMA Awards            | Atriz Marcante               | O Novo Mundo |
| 2009    | Venceu    | Young Hollywood Awards |                              |              |